# رئيس وزراء اليابان
رئيس وزراء اليابان (باليابانية: 内閣総理大臣 نايكاكو صوري دايجين) وتعني حرفياً «رئيس وزراء الحكومة» هو الذي يترأس القطاع التنفيذي من الحكومة اليابانية. ويعينه إمبراطور اليابان بناء على توصية البرلمان بواحد من أعضاءه، وللبقاء في منصبه لابد أن يحصل على ثقة مجلس النواب بشكل دائم . من حق رئيس الوزراء تعيين وعزل وزراء الحكومة. قدم رئيس الوزراء شينزو آبي الذي عُيّن في 26 ديسمبر 2012 استقالته من المنصب في 28 اغسطس 2020 لأسباب صحية، حيث ذكر أنه يعاني من مرض قد لا يعينه على أداء مهامه بالشكل المطلوب.
بدأ العمل بمنصب رئيس الوزراء في اليابان عام 1885 قبل أربع سنوات من استعراش ميجي، وأخذ شكله الحالي مع بدء العمل بالدستور الياباني الجديد بعد الحرب العالمية الثانية.

## شروط التعيين
- يجب أن يكون رئيس الوزراء أحد أعضاء البرلمان (هذا يعني أن يكون عمره 25 سنة على الأقل وأن يحمل الجنسية اليابانية)
- أن يكون مدنياً (ليس عاملاً في السلك العسكري) مما يستثني أعضاء قوات الدفاع الذاتي اليابانية بالإضافة إلى أي أعضاء سابقين في جيش اليابان الإمبراطوري أو البحرية الإمبراطورية اليابانية ممن له صلة كبيرة بالأفكار العسكرية. إلا أنه من الممكن تعيين رئيس الوزراء من العسكريين السابقين أثناء الحرب العالمية الثانية وأحدهم كان رئيس الوزراء الياباني الأسبق ياسوهيرو ناكاسونه.

## مهامه

### مهام دستورية
- الإشراف على القطاع التنفيذي للحكومة اليابانية.
- تقديم مشاريع القوانين إلى البرلمان بالنيابة عن وزراء الحكومة.
- التوقيع على القوانين والمراسيم الحكومية (بالترافق مع تواقيع الوزراء).
- تعيين جميع وزراء الحكومة، وعزل أي منهم في أي وقت.
- السماح بأخذ أي إجراءات قانونية ضد أي وزير في حكومته.
- تقديم تقارير حول الأوضاع الداخلية والعلاقات الخارجية للبرلمان.
- يجيب على أسئلة البرلمان حسب الطلب وتقديم التقارير المطلوبة.

### مهام أساسية
- حضور اجتماعات مجلس الوزراء.
- القائد الأعلى لقوات الدفاع الذاتي اليابانية .
- يحق له أن يعارض أي حكم قضائي ضد أي تصرف حكومي بعد تقديم سبب الاعتراض.

### شعارات

مستوى رئيس الوزراء
شعار رئيس الوزراء
رمز رئيس الوزراء

## اقرأ أيضاً
- قائمة رؤساء وزراء اليابان
- تاريخ اليابان

## وصلات خارجية
- الموقع الرسمي لرئيس الوزراء الياباني.